# Fred Tatasciore
Frederick „Fred” Tatasciore (ur. 15 czerwca 1967 w Nowym Jorku) – amerykański aktor komediowy i głosowy, były futbolista. 

## Filmografia
- 2015–2020: Nowe zwariowane melodie – Yosemite Sam (sezon 2–3)
- 2020: Zwariowane melodie: Kreskówki –
  - Yosemite Sam,
  - Diabeł Tasmański (Taz),
  - Owczarek Sam,
  - Gossamer,
  - Mugsy